# Anaspis nigripes
Anaspis nigripes is een keversoort uit de familie bloemspartelkevers (Scraptiidae). De wetenschappelijke naam van de soort is voor het eerst geldig gepubliceerd in 1866 door Brisout de Barneville.